# Жемчужина, Полина Семёновна
Поли́на Семёновна Жемчу́жина (имя при рождении Перл Соломо́новна Карпо́вская; 28 февраля [12 марта] 1897, Пологи, Екатеринославская губерния — 1 мая 1970, Москва) — советский партийный и государственный деятель, народный комиссар рыбной промышленности СССР (1939).
Супруга советского государственного деятеля Вячеслава Молотова. В 1949 году была арестована по обвинению в государственной измене и отправлена в ссылку, где оставалась до 1953 года.

## Биография

### Происхождение
Родилась в посёлке Пологи Александровского уезда Екатеринославской губернии Российской империи (ныне Запорожская область Украины) в еврейской семье. Отец — Соломон Карповский, по профессии портной. С 1910 года Перл работала папиросницей на табачной фабрике в Екатеринославе. В 1917 году — кассиром в аптеке.
В 1918 году сестра и брат Перл Карповской эмигрировали в подмандатную Палестину. Позже брат перебрался в США и, будучи известен там как Сэм Карп, оказывал услуги Советскому правительству, вёл переговоры по покупке военного корабля. Также он являлся президентом «Carp Export and Import Corporation», через которую СССР закупал у американских производителей материалы военного назначения. Сестра вела переписку с Жемчужиной до 1939 года.

### Политическая деятельность до 1949
В 1918 году Перл Карповская вступила в РКП(б) и в Красную армию, где была политработником в частях 12-й армии, заведовала клубом. В 1919 году была направлена на подпольную работу в Киев. Позже в Харькове впервые получает документы на имя Полины Семёновны Жемчужиной для ведения подпольной работы на Украине. Н. Меклер в книге «В деникинском подполье» (1932) писал:
Полина Семёновна Жемчужина, молодая весёлая женщина, сестра милосердия одного из военных госпиталей. Она <…> «ненавидела» большевиков и вместе с мадам Брунзель вырабатывала стратегические планы решительного разгрома «латышей, евреев, китайцев и чрезвычаек», которые погубили Россию. 
В 1919—1920 годах — инструктор по работе среди женщин ЦК КП(б) Украины. В 1920—1921 годах — заведующая женским отделом Запорожского горкома. В 1921—1922 годах — инструктор Рогожско-Симоновского райкома РКП(б) в Москве.
В 1921 году вышла замуж за Вячеслава Молотова. Стала близкой подругой Надежды Аллилуевой — второй жены Сталина.
Образование получила на рабфаках 2-го МГУ (1923) и первого МГК (1925), училась на экономическом факультете Московского института народного хозяйства имени Г. В. Плеханова (1925—1926).
В 1927—1929 годах — секретарь партячейки. В 1929—1930 годах работала инструктором Замоскворецкого райкома РКП(б).
В 1930—1932 годах — директор парфюмерной фабрики «Новая заря».
В 1932—1936 годах — управляющая трестом высшей парфюмерии (трест ЖирКость). Затем занимала руководящие посты в Наркомате пищевой промышленности СССР: с июля 1936 года — начальник Главного управления парфюмерно-косметической, синтетической и мыловаренной промышленности, с ноября 1937 года — заместитель наркома.
19 января 1939 года из наркомата выделен самостоятельный Наркомат рыбной промышленности СССР, во главе которого поставлена Полина Жемчужина.

Сталин сам назначил Полину Семёновну наркомом рыбной промышленности — я был против! Она была единственным наркомом-женщиной по хозяйственным вопросам.
— Вячеслав Михайлович Молотов
С марта 1939 года — кандидат в члены ЦК ВКП(б). В ноябре 1939 года снята с поста Наркома рыбной промышленности и переведена начальником Главка текстильно-галантерейной промышленности Наркомата (с 1946 года — Министерства) лёгкой промышленности РСФСР. В феврале 1941 года на XVIII партконференции выведена из состава кандидатов в члены ЦК ВКП(б).
Во время и после Великой Отечественной войны с 1942 года активно работала в Еврейском антифашистском комитете.
В мае 1948 года Жемчужина выведена в резерв Министерства лёгкой промышленности РСФСР.

### Арест и заключение
После Великой Отечественной войны попала в опалу.
В 1948 году на приёме по случаю 31-й годовщины Великой Октябрьской социалистической революции, данном Молотовым для аккредитованных в Москве иностранных дипломатов, Жемчужина разговорилась с послом Израиля Голдой Меерсон (впоследствии Меир) и сказала ей на идише (который она, Жемчужина, естественно знала с детства): «Я — еврейская дочь». Затем она одобрительно отозвалась о посещении послом Меерсон Московской хоральной синагоги, где, несмотря на очевидную опасность, послу была устроена торжественная встреча ликующей толпой московских евреев. Жемчужина, как убеждённая коммунистка, очень заинтересовалась израильскими киббуцами и долго расспрашивала дочь госпожи Меерсон Сарру и её подругу Яэль Намир, которые были киббуцниками, о киббуцах — кто там живёт, как они управляются. Она говорила с ними на идише и пришла в восторг, когда Сарра ответила ей на том же языке. Когда Сарра объяснила, что в Ревивим всё общее и что частной собственности нет, госпожа Молотова заметно смутилась. «Это неправильно, — сказала она. — Люди не любят делиться всем. Даже Сталин против этого. Вам следовало бы ознакомиться с тем, что он об этом думает и пишет». Прежде чем вернуться к другим гостям, она обняла Сарру и сказала, со слезами на глазах: «Всего вам хорошего, а на прощанье, желая благополучия народу Израиля, подчеркнула, что если ему будет хорошо — будет хорошо и евреям в остальном мире».

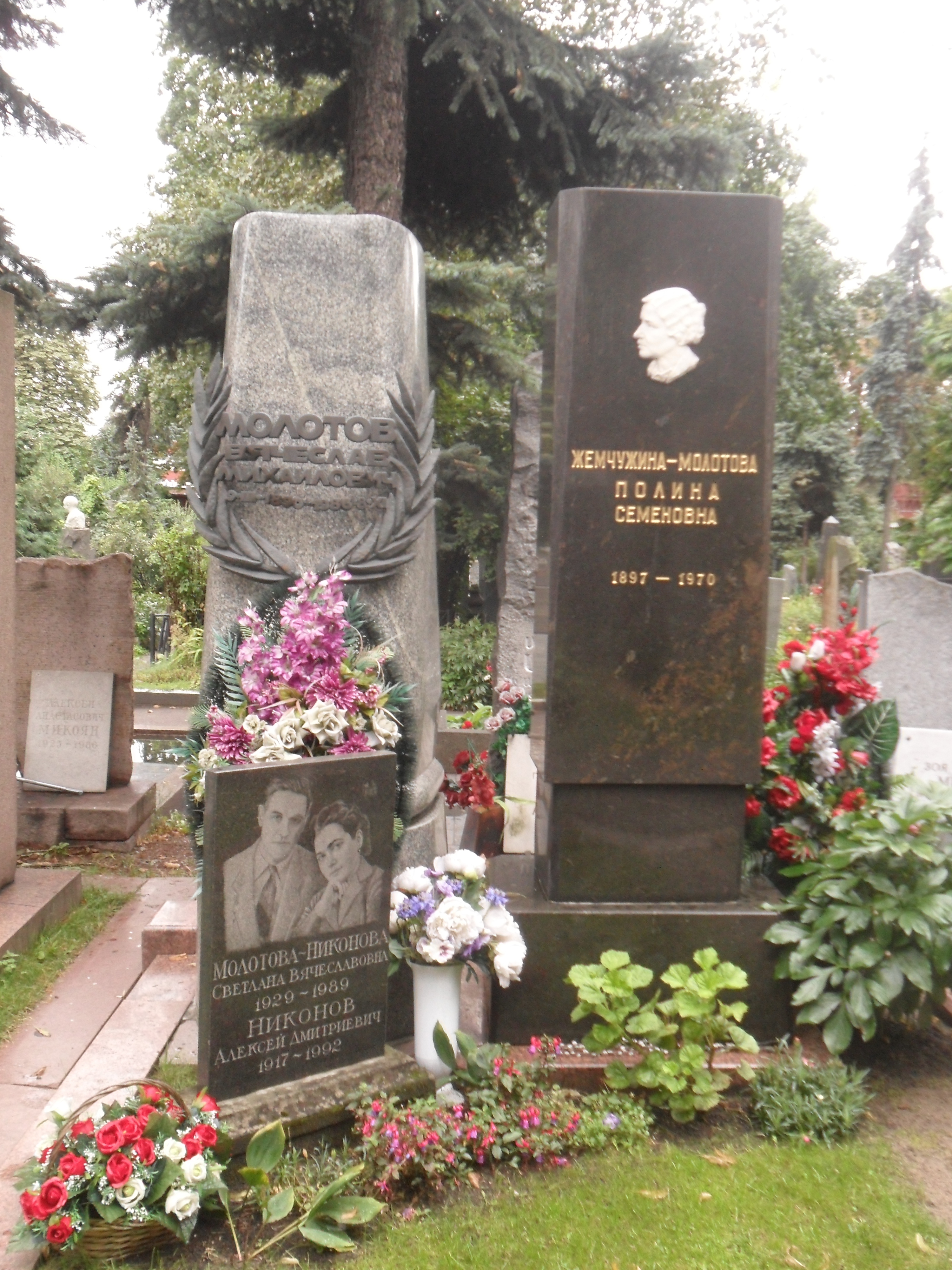
Памятник Жемчужиной на Новодевичьем кладбище работы Е. В. Вучетича.

29 декабря 1948 года Полина Жемчужина была исключена из партии, а 29 января 1949 года арестована и обвинена в том, что «на протяжении ряда лет находилась в преступной связи с еврейскими националистами». Через два месяца её муж Вячеслав Молотов был освобождён от должности министра иностранных дел и потерял большую часть своего влияния.
Был также арестован ряд её родственников — брат Карповский А. С. и сестра Лешнявская Р. С., племянники Штейнберг И. И. — директор завода № 339 Министерства авиационной промышленности СССР, и Голованевский С. М. — помощник по кадрам начальника Главного управления лесотарной промышленности Министерства рыбной промышленности СССР. Арестованные Лешнявская и Карповский, «не выдержав применённого к ним режима», умерли в тюрьме.
29 декабря 1949 года Особым совещанием при МГБ СССР приговорена к 5 годам ссылки в Кустанайскую область.
В январе 1953 года, при подготовке к новому открытому процессу, арестована в ссылке и переведена в Москву. В деле сохранились её слова: «Как правительство решило, так и будет».

### После 1953
После смерти Сталина, на следующий день после его похорон, 10 марта 1953 года освобождена по приказу Лаврентия Берии и реабилитирована, как и остальные, проходившие по её делу. Была восстановлена в КПСС с зачислением срока ссылки в партийный стаж.
Осталась верной сталинисткой. Посетившая семью Молотовых в середине 1960-х годов Светлана Аллилуева позже вспоминала:

Полина говорила мне: «Твой отец гений. Он уничтожил в нашей стране пятую колонну, и когда началась война, партия и народ были едины. Теперь больше нет революционного духа, везде оппортунизм». Их дочь и зять молчали, опустив глаза в тарелки. Это было другое поколение, и им было стыдно…

Скончалась в Москве 1 мая 1970 года. Похоронена на Новодевичьем кладбище, в 1986 году рядом с ней был похоронен муж. Затем в 1989 году здесь же была похоронена единственная дочь — Молотова-Никонова Светлана Вячеславовна (1929—1989). Иногда биографы сообщают о второй дочери Полины якобы от первого брака — Рите Ароновне Жемчужиной. На самом деле это дочь брата Полины Арона Карповского, которую она удочерила в 1938 году после ареста родителей.

## Семья
Муж — Вячеслав Михайлович Молотов (с 1921 года).
Дочь  — Светлана (1926—1989), доктор исторических наук, научный сотрудник Института всеобщей истории. Зять — Алексей Дмитриевич Никонов (1917—1992), в годы Великой Отечественной войны служил в Отделе контрразведки «Смерш» 46-й армии 2-го Украинского фронта. Награжден Орденом Красной Звезды, двумя Орденами Отечественной войны, медалями «За оборону Москвы», «За оборону Кавказа», «За взятие Будапешта», «За взятие Вены», «За победу над Германией в Великой Отечественной войне». После войны закончил аспирантуру исторического факультета МГУ, доктор исторических наук, профессор МГИМО, сотрудник Института мировой экономики и международных отношений, редактор журнала «Коммунист».
Внук — Вячеслав Алексеевич Никонов (род. 1956), российский политолог, телеведущий, депутат Государственной Думы, декан факультета государственного управления МГУ, соучредитель фонда «Политика». Правнуки (от разных браков) — Алексей (род. 1979), Дмитрий (род. 1989), Михаил (род. 1992).

## Киновоплощения
- Фрида Инескорт — «Миссия в Москву» (1943)
- Дайана Куик — «Смерть Сталина» (2017)